# Історія Херсона
Історія Херсона — це минуле, адміністративного, економічного  і культурного центру Херсонської області. Херсон розташовований на правому березі Дніпра та його рукава Кошова. У місті наявний морський і річковий порт, залізничний і автомобільний вузол, аеропорт. Населення 289,0 тисяч осіб (2019), із передмістями — 337,3 тисяч осіб. Назва міста походить від античного Херсонеса Таврійського.

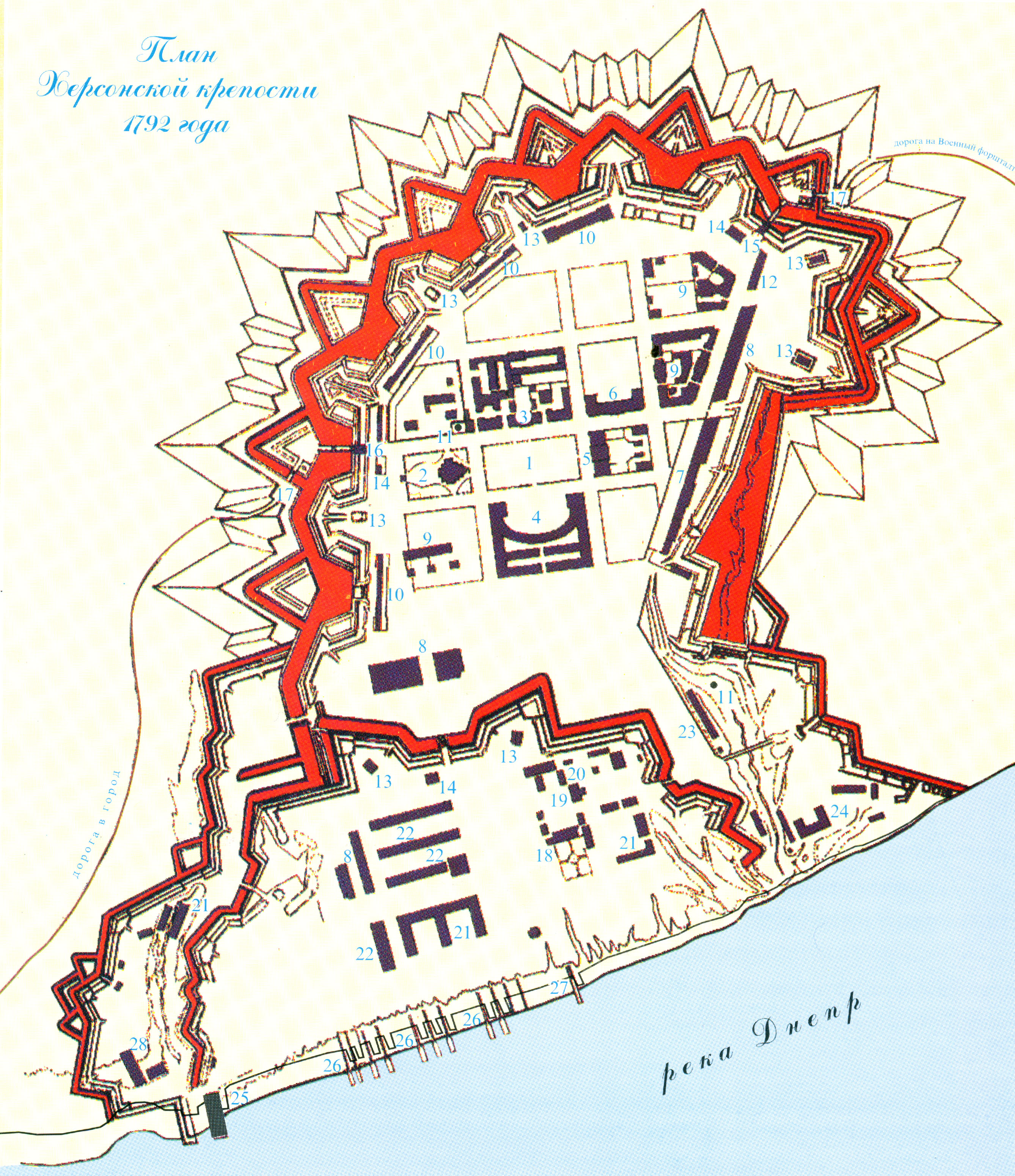
План Херсонської фортеці, 1792 рік

## Заснування та розвиток міста
Під час російсько-турецької війни 1735—1739 років російські війська 1737 року спорудили Олександр-шанець, який за Нової Січі став центром Інгульської паланки. Поновлений у ході російсько-турецької війни 1768—1774 років, із 1775 року — поштова станція. Пошуки зручного місця для заснування міста в пониззі Дніпра велися з 1775 року, проте термін «Херсон» виник раніше: із 1764 року існувала Херсонська провінція, 1776 року із колишніх запорожців сформовано поселенський Херсонський пікінерський полк. Розташування міста на місці Олександр-шанця остаточно визначила разом із назвою російська імператриця Катерина II 18 червня 1778 року. Адміралтейство, фортецю і місто Херсон заклали 19 жовтня 1778 року і його зведено за 4 роки разом із торговою пристанню, перший корабель спущено 1783 року (за час існування Адміралтейства до 1827 року збудовано 171 корабель). Херсон інтенсивно розвивався в інтересах імперії: 1785 року засновано Чорноморське адміралтейське правління, на флот працювали монетний двір, кузні, 13 заводів, до кінця 1780-х років зріс обсяг зовнішньої торгівлі. На кінець XVIII століття стали очевидними вади розташування Херсона — мілководдя гирл Дніпра і Дніпровського лиману. 1794 року військове кораблебудування перемістилося до Миколаєва, а зовнішня торгівля — до Одеси.
Адміністративно Херсон входив до Новоросійської губернії (у 1778—83 роках), Катеринославського намісництва (у 1783—95 роках), Вознесенського намісництва (1796 — Вознесенська губернія; 1795—96 роки), Новоросійська губернія (у 1796—1802 роках) як центр Херсонського повіту. 1802 Херсон увійшов до Миколаївської губернії, із 1803 став центром Херсонської губернії і Херсонським повітом 1834 року Херсон отримав міську думу, магістрат, сирітський і совісні суди. Впродовж XIX століття втратив військове значення — 1815 року скорочено кораблебудування, 1827 року ліквідовано Адміралтейство, 1835 — фортецю.

## Херсон у XIX столітті

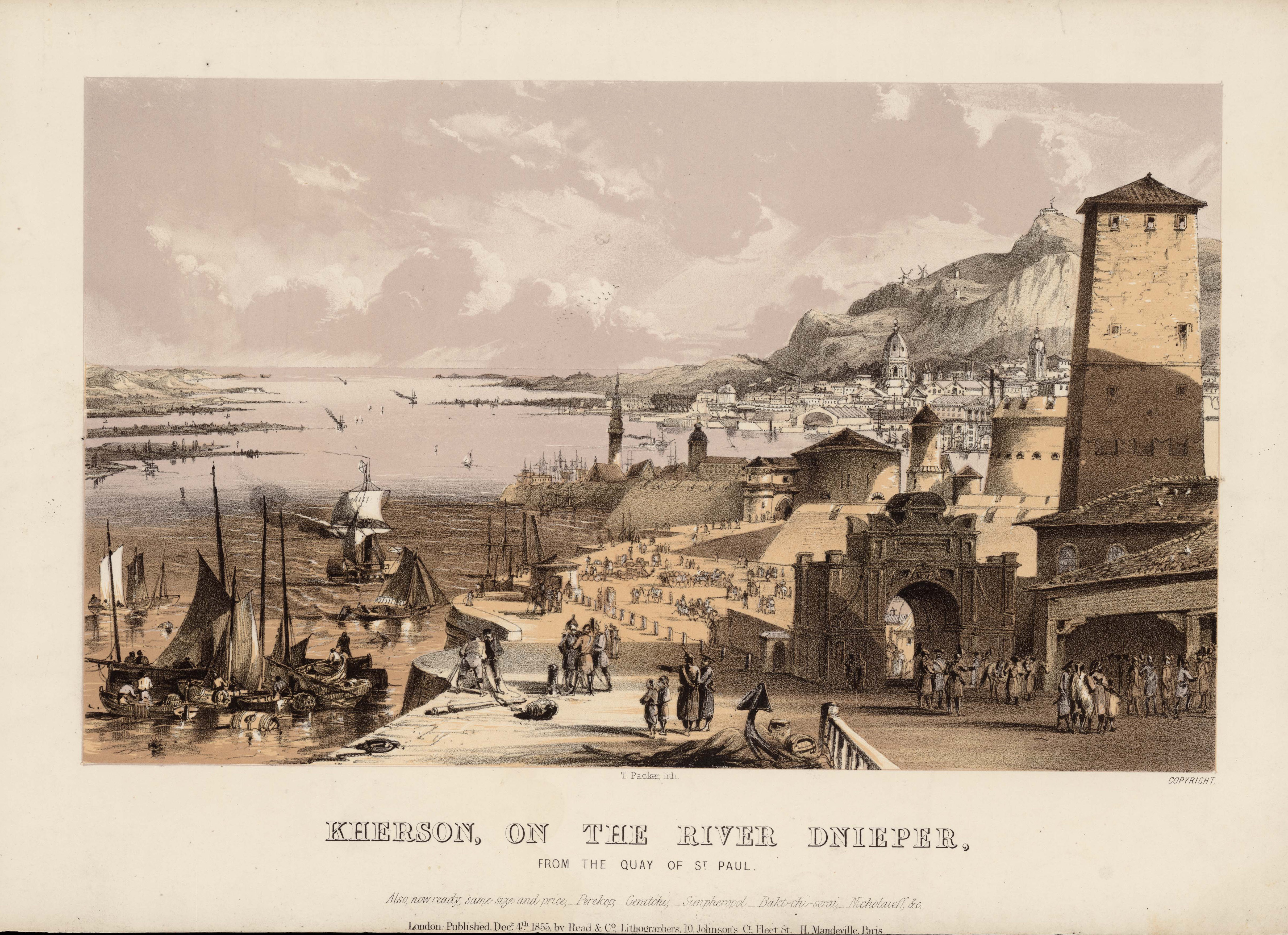
Херсон на Дніпрі. Набережна святого Павла, 1855 рік

Херсон «випадав» з індустріальної модернізації Півдня України. За переписом 1897 року, мешканці міста (усього 59,1 тисячі осіб) є зайняті у промисловості (24 %), торгівлі (15 %), у сфері транспорту та зв’язку (5 %), на будівництві (5 %), в галузі освіти та в сільському госпарстві (по 2 %), у сферах охорони здоров’я (3 %) та адміністративної діяльності (4 %). За етномовною ознакою херсонці складалися з росіян (47 %), євреїв (29 %), українців (20 %), поляків (2 %), німців (1 %). Специфіку Херсона визначали суднобудування і порт. У XIX столітті впала роль Херсона як центру зовнішньої торгівлі, але після спорудження судноплавного каналу в 1890-ті роках Херсон експортував по 500 тисяч тонн збіжжя щорічно, посівши 4-те місце в Азово-Чорноморському басейні.
У 1870-х роках у Херсоні діяв гурток революціонерів-народників (Андрій Франжолі, Сергій Чудновський), які 1879 року вкрали з губернського казначейства величезну суму в 1,5 мільйонів рублів. У 1880-х роках з’явилася Херсонська громада, у 1885—89 роках діяв український гурток (Андрій Грабенко, Дмитро Маркович, Борис Грінченко, Опанас Маркович, Софія Русова). Гурток видав український альманах «Степ: Херсонський белетристичний збірник» (1886, другий випуск заборонила цензура), твори Івана Карпенка-Карого (1886, 1887).

## XX та XXI століття

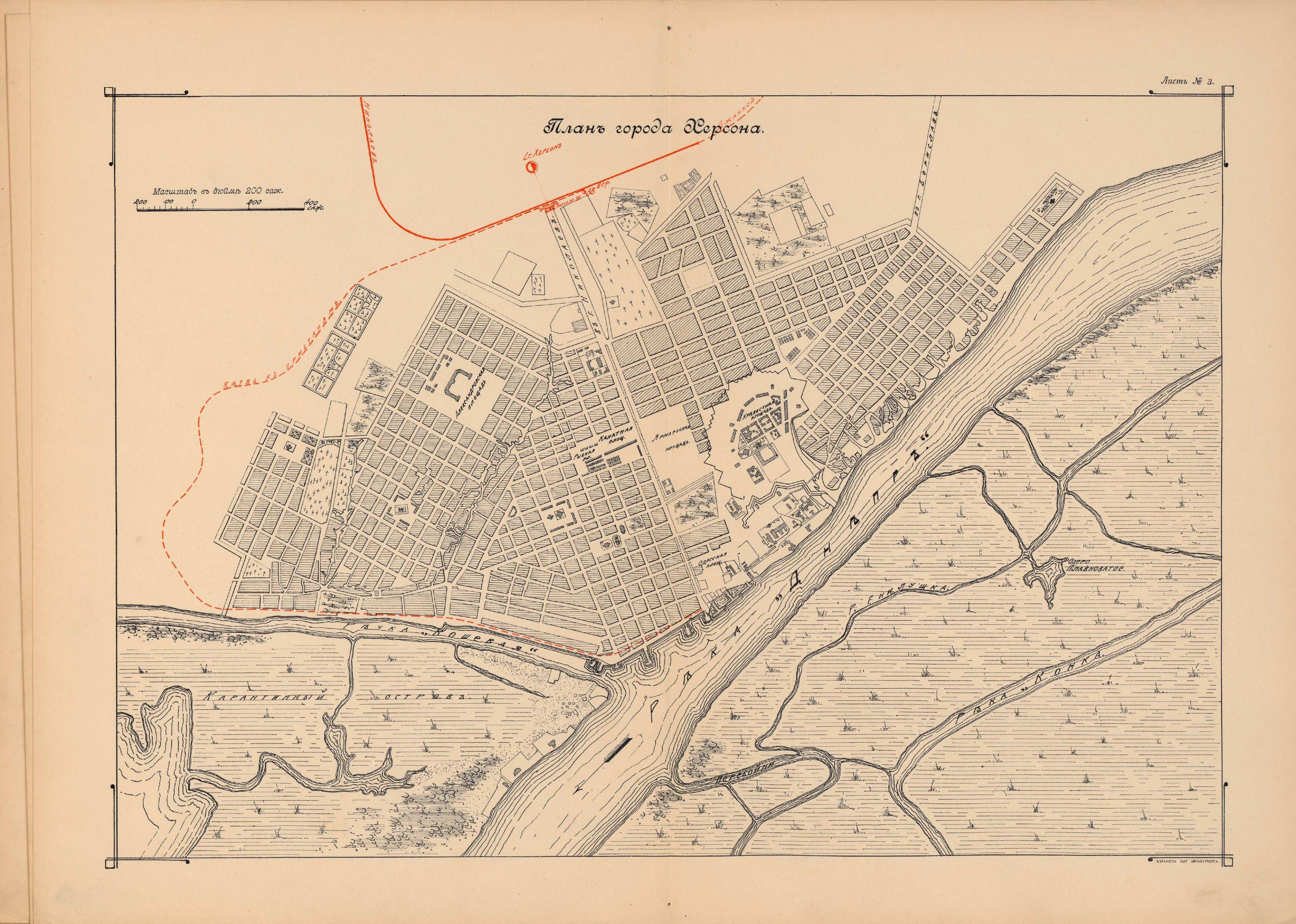
План Херсона, 1908 рік

На початку XX століття в Херсоні почалася модернізація, яка в першу чергу торкнулася транспортної мережі. 1902 року споруджено новий судноплавний канал до Чорного моря, 1907 року до Херсона проклали залізницю. 1914 року в Херсоні налічувалося 113 промислових закладів. Проте в промисловості домінували доіндустріальні уклади, а промисловий переворот ще далекий від завершення. Населення Херсона 1914 року становило 81 тисяч осіб.
Український рух мав культурницький характер. Українська інтелігенція не відзначалася «новоросійським» комплексом, але українські політичні партії до 1917 року мали мізерний вплив. Політичний опозиційний рух на початку XX століття є представлений в основному сіоністами, Поалей-Ціоном та Бундом. 1905—07 в Херсоні діяло до 17 політичних партій — більшовики, меншовики, Конституційно-демократична партія, монархісти, Соціалістична єврейська робітнича партія, Партія соціалістів-революціонерів (найчисельніша), анархісти та інші. У 1906—07 роках радикали здійснили кілька «ексів» (збройних пограбувань приватних і державних установ) і намагались запровадити «революційний рекет», що викликало обурення громадськості й дало підстави владі припинити діяльність більшості партій.

### Радянсько-українська війна

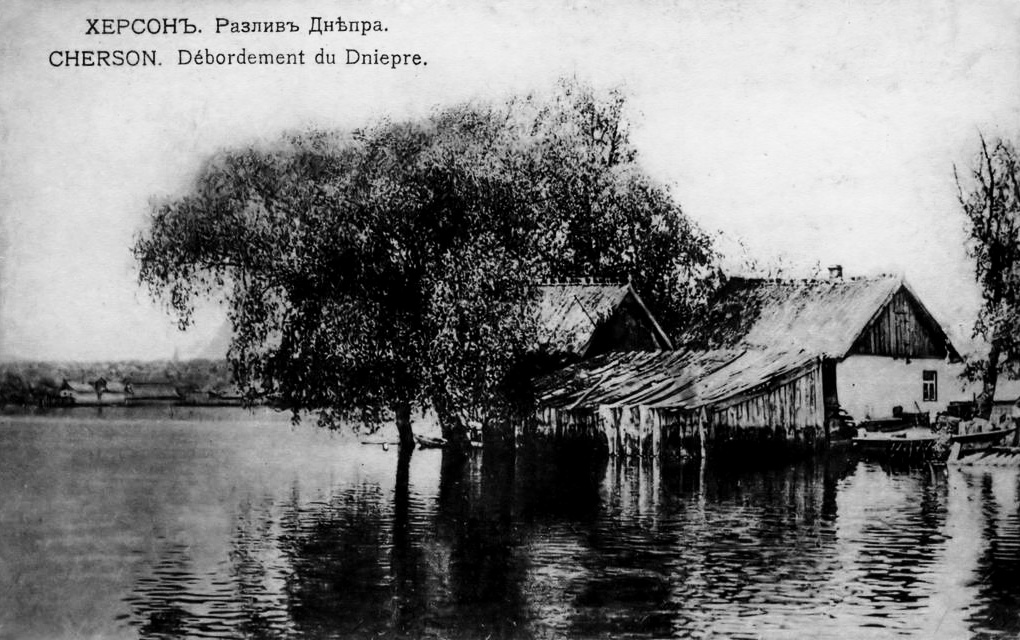
Розлив Дніпра біля Херсона, близько 1917 року

Багатоетнічний Херсон у роки національно-визвольних змагань став ареною жорсткого політичного і військового протистояння. Після повалення самодержавства влада зосередилася в руках губернського комісара Тимчасового уряду, міської думи, Ради робітничих і солдатських депутатів з домінуванням соціалістів. У політичну боротьбу включився значний загін українського руху. У грудні 1917 року в місті утвердилася влада Української Народної Республіки.
У січні—березні 1918 року на два місяці відновили радну владу — Херсон став частиною Одеської радянської республіки. У квітні австро-угорська 11-та дивізія, запрошена до Херсона міською думою, відновила владу УНР. За Української Держави пожвавилося національне життя, унормувалася діяльність політичних і громадських організацій, створено «Просвіту», виникли кооперативне видавництво «Українська книгарня», споживче товариство «Україна», товариство «Думка», діяли українська учнівська спілка, українська студентська громада, у навчальних закладах розширилися курси українознавства. Діяв український національний театр, де працював Юрій Шумський. Лідер Української ради Андрій Грабенко очолював губернську земську управу. У грудні 1918 року австро-угорські війська залишили Херсон. У місті з’явилися загони білих добровольців і почали реквізиції. Незабаром до Херсона прибули війська УНР.
У січні 1919 створено черговий військово-революційний комітет, що представляв у Херсоні Трудовий конгрес України. Фактично встановилося двовладдя міської думи і військово-революційного комітету. Наприкінці січня 1919 «охорону міста» передали франко-грецьким військам Антанти. 3 лютого 1919 року представники міської думи, губернської і повітової земських управ за погодженням із французьким командуванням визнали владу Директорії УНР. 20 лютого 1919 до Херсона підійшли денікінці, але їх відбито військами Директорії УНР. 9 березня 1919 року місто захопили війська отамана Никифора Григор’єва. У червні 1919 до Херсона увійшли радянські війська, у серпні містом оволоділи денікінці. У лютому 1920 року місто зайняли більшовицькі війська. До кінця року Херсон перебував у воєнному стані; у місті розгортався «червоний терор». 28 січня 1920 року Херсон став повітовим центром Херсонської губернії (із центром у Миколаєві), 15 грудня 1920 року — Одеської губернії. З 7 березня 1923 року — центр Херсонської округи, а із 1930 року — Херсонського району. За реформою 1932 року Херсон отримав статус міста обласного підпорядкування Одеської області (у 9 лютого 1932 — 21 вересня 1937 роках), згодом — Миколаївської області (з 22 вересня 1937 року — 29 березня 1944 рік). 30 березня 1944 місто стало центром Херсонської області.
Втрати від голоду 1921—1923 років в УСРР і одночасних епідемій в Херсоні сягали 33—35 тисяч осіб.
Місто поступово перетворювалося на індустріально-транспортний вузол союзного значення. Зазнала змін спеціалізація промисловості: у дорадянський час домінували харчосмакова промисловість і сільськогосподарського машинобудування, внаслідок соціалістичної індустріалізації почала переважати суднобудівна. 1941 року в Херсоні працювали 22 значні промислові заклади, у тому числі суднобудівні, сільськогосподарського машинобудування, мотороремонтний, нафтопереробний заводи. У 1920-ті роки змінилось етнічне обличчя Херсона коштом зростання частки українців: у 1926 українці складали 36%, росіяни — 36%, євреї — 25%.

### Друга світова війна

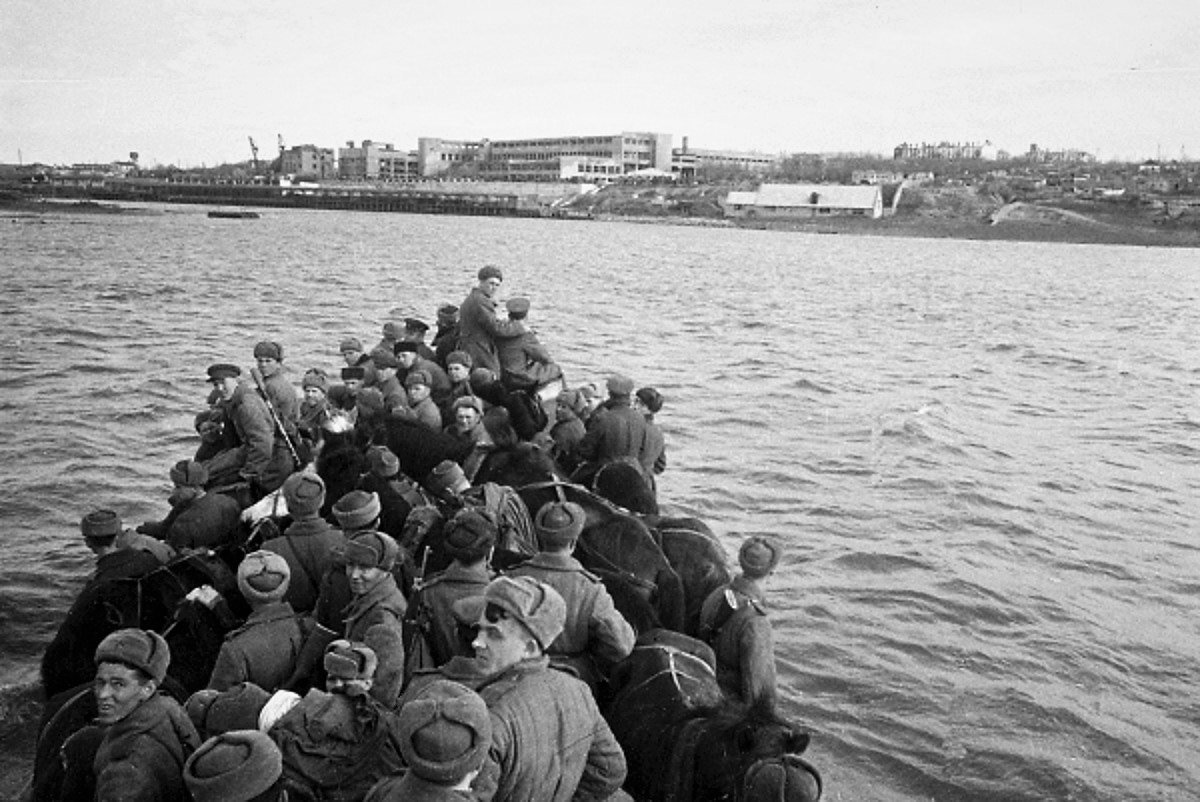
Радянські солдати та кавалеристи переправляються в Херсон, березнь 1941 року

Під час Другої світової війни окупований гітлерівцями із 19 вересня 1941 року по 13 березня 1944 року, входив до складу Херсонського ґебіту генералкомісаріату Миколаїв Райхскомісаріату Україна. У Херсоні немає масового руху Опору. Радянські підпілля представлене організацією «Центр», комсомольсько-молодіжною групою «Патріот Батьківщини», підпільними групами на підприємствах. У місті функціонувало оунівське підпілля, організоване похідними групами ОУН(б), на чолі з Степаном Бандерою. 1943 року Херсон став місцем збору антирадянських сил з-поміж донських, кубанських і терських козаків.

### Після Другої Світової війни
Після смерті Сталіна та Відлиги Херсон перетворився на значний промисловий центр, його спеціалізацію визначали суднобудування і судноремонт, сільськогосподарське машинобудування, текстильна і консервна галузі, харчова промисловість, що мали загальносоюзне значення. У Херсоні перетиналися потоки залізничних, морських, річкових і повітряних сполучень. До 60 % промислового потенціалу і 40 % працівників стали пов’язані з військовим виробництвом.
У порадянські часи практично всі колишні підприємства союзного значення зникли чи стали реструктуризовані. Провідними галузями сучасного Херсона є харчосмакова, перероблення сільськогосподарської продукції, машинобудівна, легка, будівництво матеріалів і суднобудівна.

### Після здобуття Незалежності
У порадянські часи практично всі колишні підприємства союзного значення зникли чи стали реструктуризовані. Провідними галузями сучасного Херсона є харчосмакова, перероблення сільськогосподарської продукції, машинобудівна, легка, будівництво матеріалів і суднобудівна.
Весною та влітку 2015 року в Херсоні перейменовано радянську топоніміку в межах політики декомунізації.

### Російсько-українська війна
У перший день повномамштабного вторгнення, 24 лютого 2022 року, російська армія перейшла адміністративний кордон Херсонської області з анексованим Кримом та розпочала окупацію регіону. На початку березня Збройні сили України втратили контроль над обласним центром Херсоном; російські війська окупували практично всю територію області.
На окупованих територіях України росіяни за допомогою місцевих колаборантів створюють окупаційні адміністрації, викрадають проукраїнських політиків, активістів, журналістів, вчиняють вбивства та катування цивільних мешканців. Попри тиск окупантів, протягом березня 2022 року місцеві жителі в найбільших містах Херсонщини виходили на мирні демонстрації проти окупації.
В ході контрнаступу 11 листопада 2022 Збройні сили України деокупували правобережну частину Херсонської області включно з Херсоном, після чого містяни кілька днів святкували звільнення.

## Історичні пам'ятки міста

Георгій Курнаков, 1928 рік

Історичні пам’ятки: комплекс пам’яток Херсонської фортеці (1780-ті років), Греко-Софійська церква (1780 року), Спаський (Катерининський) собор (1786 року) з могилою князя Григорія Потьомкіна (1791 року), меморіальне кладовище (кінець XVIII століття — 1970-ті років), будинок Олександра Суворова (кінець XVIII століття), виробничі і господарські споруди чавуноливарного заводу Вадонів (середина XIX століття), Маріїнсько-Олександрівська гімназія (1896 року). Пам’ятники: Джону Говарду (1820 року), Олександру Суворову (1950 року), Федору Ушакову (1957 року), Тарасу Шевченку (1971 року), першим корабелам Чорноморського флоту (1972 року), Могила невідомого солдата (1967 року), морякам Дунайської флотилії (1980 року), князю Григорію Потьомкіну (відновлений 2003 року), жертвам тоталітарного режиму (1992 року).

## Відомі херсонці та гості міста
У Херсоні народилися історики Георгій Арбатов і Євген Тарле, фізик Леонід Верещагін, художники Георгій Курнаков і Олексій Шовкуненко, письменник Борис Лавреньов, гімнастка Лариса Латиніна. Тут жили й діяли кошовий отаман Війська вірних козаків Сидір Білий, полководець Олександр Суворов, державний і військовий діяч князь Григорій Потьомкін, англійський громадський діяч і лікар-гуманіст Джон Говард, учений-натураліст Йосип Пачоський, українські громадсько-політичний діяч Володимир Кедровський, українські письменники Микола Куліш, Арон Копштейн, Микола Чернявський і Борис Грінченко, археолог і засновник історичного музею та Херсонської вченої архівної комісії Віктор Гошкевич, актори Оксана Петрусенко і Юрій Шумський, театральний режисер Всеволод Мейєрхольд.